# Hrușkivka, Hrebinka
Hrușkivka (în ucraineană Грушківка) este un sat în comuna Serbînivka din raionul Hrebinka, regiunea Poltava, Ucraina.

## Demografie
Componența lingvistică a localității Hrușkivka
     Ucraineană (99,59%)
     Alte limbi (0,41%)
Conform recensământului din 2001, majoritatea populației localității Hrușkivka era vorbitoare de ucraineană (99,59%), existând în minoritate și vorbitori de alte limbi.